# Quận Baldwin, Alabama
Quận Baldwin là một quận thuộc tiểu bang Alabama, Hoa Kỳ.
Quận được đặt tên theo Abraham Baldwin, một thượng nghị sĩ Hoa Kỳ. Dân số năm 2000 của quận là 130.415 người. 

Quận lỵ là Bay Minette. Đây là quận có diện tích lớn nhất và bao gồm một phần của vịnh Mobile.